# 小行星250
小行星250（英語：250 Bettina）是一颗围绕太阳公转的小行星。1885年9月3日，約翰·帕利薩在维也纳描述了此天体。
該小行星以奧地利银行家阿爾伯特·薩洛蒙·馮·羅斯柴爾德的妻子貝蒂娜·卡羅琳·德·羅斯柴爾德（Bettina Caroline de Rothschild）命名，他以50英镑的价格购买了这颗小行星的命名权。
这颗小行星的绝对星等为7.58等。

## 相关條目
- 小行星列表/10001-11000

## 外部連結
- Asteroid Lightcurve Database (LCDB) （页面存档备份，存于）, query form (info （页面存档备份，存于）)
- Dictionary of Minor Planet Names, Google books
- Discovery Circumstances: Numbered Minor Planets (10001)-(15000) （页面存档备份，存于） – Minor Planet Center
- 小行星250 at AstDyS-2, Asteroids—Dynamic Site
  - Ephemeris · Observation prediction · Orbital info · Proper elements · Observational info
- NASA JPL小天體瀏覽器上的小行星250

| 前一小行星： 小行星249 | 小行星列表 | 後一小行星： 小行星251 |